# Tawanda Chirewa
Tawanda Blessing Chirewa (ur. 11 października 2003 w Chelmsford) – zimbabwejski piłkarz angielskiego pochodzenia grający na pozycji pomocnika w klubie Wolverhampton Wanderers F.C.

## Kariera juniorska
Chirewa grał jako junior w Ipswich Town F.C. (do 2023).

## Kariera seniorska

### Ipswich Town F.C.
Chirewa zadebiutował w Ipswich Town F.C. 12 listopada 2019 w meczu z Colchester United F.C. (przeg. 1:0) w ramach Football League Trophy. Ostatecznie w barwach tego klubu Zimbabwejczyk wystąpił 3 razy nie zdobywając żadnej bramki.

### Wolverhampton Wanderers F.C.
Chirewa przeszedł do Wolverhampton Wanderers F.C. 18 września 2023. Zadebiutował dla nich 5 stycznia 2024 w meczu Pucharu Anglii z Brentford F.C. (1:1).

## Kariera reprezentacyjna

### Zimbabwe
Chirewa zadebiutował w seniorskiej reprezentacji Zimbabwe 7 czerwca 2024 w przegranym 0:2 spotkaniu przeciwko Lesotho. Pierwszą bramkę zdobył 11 czerwca 2024 w meczu z RPA (przeg. 3:1).
| Mecze i gole w reprezentacji | Mecze i gole w reprezentacji | Mecze i gole w reprezentacji | Mecze i gole w reprezentacji | Mecze i gole w reprezentacji | Mecze i gole w reprezentacji | Mecze i gole w reprezentacji | Mecze i gole w reprezentacji         |
| Zimbabwe                     | Zimbabwe                     | Zimbabwe                     | Zimbabwe                     | Zimbabwe                     | Zimbabwe                     | Zimbabwe                     | Zimbabwe                             |
| Lp.                          | Data                         | Miejsce                      | Gospodarz                    | Gość                         | Wynik                        | Gol                          | Rozgrywki                            |
| ---------------------------- | ---------------------------- | ---------------------------- | ---------------------------- | ---------------------------- | ---------------------------- | ---------------------------- | ------------------------------------ |
| 1.                           | 07.06.2024                   | Johannesburg                 | Zimbabwe                     | Lesotho                      | 0:2                          |                              | Mistrzostwa Świata 2026 – eliminacje |
| 2.                           | 11.06.2024                   | Bloemfontein                 | Południowa Afryka            | Zimbabwe                     | 3:1                          | Gol                          | Mistrzostwa Świata 2026 – eliminacje |